# Charles Philibert de Lenglentier
Charles Philibert de Lenglentier, né à le 1er septembre 1728 à Pelousey, et mort le 11 février 1796 à Lille, est un général de division de la Révolution française.

## Biographie
Il entre en service le 15 septembre 1745, comme cadet dans le Régiment Royal-Artillerie, et il a été commandant du régiment de Cambrésis . Il sert à Saint-Domingue entre 1777 à 1792. 
Il est promu maréchal de camp le 7 septembre 1792, au camp de Meaux, et général de division le 8 mars 1793, commandant la 7e division militaire à Grenoble. Il est suspendu de ses fonctions le 1er juin 1793, et il est admis à la retraite le 8 octobre 1794.
Il meurt le 11 février 1796 à Lille.

## Source
- Docteur Robinet, Jean-François Eugène et J. Le Chapelain, Dictionnaire historique et biographique de la révolution et de l'empire, 1789-1815, volume 2, Librairie Historique de la révolution et de l’empire, 886 p. (lire en ligne), p. 407.
- (pl) « Napoléon.org.pl »